# Fabrizio Meoni
Fabrizio Meoni   (Castiglion Fiorentino, 31 de desembre de 1957 - Kiffa, 11 de gener de 2005) va ser un pilot de ral·lis italià, vencedor del Ral·li Dakar en 2001 i 2002 en categoria de motos. Segons els organitzadors de la prova, Meoni era considerat «un dels campions de ral·li raid més grans de la història».

## Mort
Fabrizio Meoni es va morir l'onze de gener de 2005 a 47 anys d'edat prop de Kiffa, Mauritània, a causa de l'accident que va patir a l'onzena etapa del Ral·li Dakar. La causa oficial de la mort, segons el lloc web de la cursa, va ser una aturada cardíaca. En honor seu, es va cancel·lar la cursa en categoria de motos. Un altre pilot de l'equip KTM, l'espanyol Juan Manuel Pérez, també s'havia mort durant el ral·li uns dies abans. Meoni va ser l'onzè pilot de motocicleta i el quaranta-cinquè en general a trobar la mort al Ral·li Dakar.
Meoni estava casat tenia dos fills, Gioele i Chiara. El 22 de maig de 2021, la seva filla Chiara es va morir a 18 anys.

## Palmarès
|  | - Ral·li Dakar: - Vencedor (2): 2001 i 2002 - 2n: 1998 - 3r (2): 1994 i 2003 - Ral·li de Tunísia: - Vencedor (4): 1997, 2000-2001 i 2003 - 2n: 1998 - Ral·li dels Faraons - Vencedor (4): 1998-2001 - 3r: 2002 | - Ral·li de Dubai: - Vencedor (1): 1999 - 2n: 1998 - 3r: 1992 - Desert Cannonball - Vencedor (1): 1996 - Ral·li Incas: - Vencedor (1): 1990 - Campionat del Món de Ral·lis Cross-Country: - Vencedor (1): 2000 |